# Fullmetal Alchemist: Tobenai tenshi
Fullmetal Alchemist: Tobenai tenshi  (鋼の錬金術師 翔べない天使?, Hagane no renkinjutsushi: Tobenai tenshi) è un action RPG sviluppato dalla Racjin e pubblicato dalla Square Enix per console PlayStation 2. Il gioco ruota intorno ad una storia originale di Hiromu Arakawa, creatrice del manga Fullmetal Alchemist. Il videogioco è stato pubblicato in Giappone il 25 dicembre 2003 ed in America del Nord il 18 gennaio 2005.